# 神谷政幸
神谷政幸（かみや まさゆき、1979年1月6日 - ）は、日本の政治家、薬剤師。自由民主党所属の参議院議員（1期）。

## 来歴
福山大学薬学部卒。
2003年4月にエーザイ株式会社に入社し、同年7月に薬剤師免許を取得。2006年9月、有限会社ドラッグストアー・カミヤに入社。
2009年6月、豊橋市薬剤師会理事に就任。その後2013年6月に愛知県薬剤師会理事・愛知県薬剤師連盟総務、2017年6月に愛知県薬剤師会常務理事、2019年6月に豊橋市薬剤師会副会長を務める。
2020年2月、次回参院選に不出馬の意向を示した藤井基之の後継として、日本薬剤師連盟の組織内候補に決定した。
同年3月、日本薬剤師連盟副会長に就任。
2022年、第26回参議院議員通常選挙に自民党公認で比例区から出馬し、初当選。
10月6日に麻生派への入会が発表された。

## 支援団体
- 日本薬剤師会
- 日本薬剤師連盟

## 選挙歴
| 当落 | 選挙                     | 執行日         | 年齢 | 選挙区       | 政党       | 得票数     | 得票率 | 定数 | 得票順位 /候補者数 | 政党内比例順位 /政党当選者数 |
| ---- | ------------------------ | -------------- | ---- | ------------ | ---------- | ---------- | ------ | ---- | ------------------ | ---------------------------- |
| 当   | 第26回参議院議員通常選挙 | 2022年07月10日 | 43   | 参議院比例区 | 自由民主党 | 12万7172票 | 0.69%  | 50   | 17/33              | 17/18                        |